# Cá chạch bông bé
Cá chạch bông bé (Danh pháp khoa học: Macrognathus aculeatus) là một loài cá trong họ Cá chạch sông (Mastacembelidae). Đây là loài cá nước ngọt bản địa của vùng Đông Nam Á. Đây là loài cá nước ngọt chủ yếu sống trong các con sông lớn, nhưng cũng gặp tại các vùng đầm lầy vùng đất thấp hay những nơi có lượng bùn nhiều.

## Đặc điểm
Cá có thân tròn, dẹt hai bên, nhất là gần đuôi, dài khoảng 15 cm, con lớn nhất lớn hơn ngón tay cái người lớn, dài khoảng 1,5 tấc, có con lớn nhất khoảng bằng ngón tay cái người lớn, dài khoảng 20 cm. Cá chạch đầu nhỏ, hơi tròn, mắt bé, miệng thấp có râu, da mỏng, dưới da có nhiều tuyến tiết chất nhờn nên rất trơn nhẵn. Vảy cá chạch nhỏ, lẫn sâu dưới da nên khó thấy, vây lưng không có gai cứng, vây ngực và vây bụng ngắn, vây đuôi rộng.
Cá chạch có màu vàng, nâu hoặc xám đen, lưng sẫm hơn bụng, trên thân có nhiều chấm, mỗi chấm do rất nhiều chấm nhỏ hợp thành, cá có da trơn như lươn, màu nâu xám, đầu nhọn, đuôi dẹt có nhiều chấm bông, Ở gốc vây đuôi có một chấm to màu đen, trên vây có nhiều sọc đen. Cá chạch có tới 9,6% protein chất đạm với nhiều amino acid không thay thế, 3,7 lipid (chất béo), 28 mg Ca, 72 mg P, 0,9 mg Fe và nhiều loại vitamin như A, B1, B2...

## Giá trị
Cá chạch có thể chế biến thành nhiều món ăn ngon, bổ dưỡng, đặc biệt là bổ dương chẳng hạn như cá nhét nấu chua, Cá nhét nấu lá gừng, Canh măng cá nhét. Ngoài ra, cá chạch còn có tác dụng chữa bệnh. Trong y học cổ truyền, cá chạch còn gọi là nê thu hay thu ngư. Cá này có vị ngọt, tính bình, tác dụng bổ trung ích khí, khử thấp tà, giải khát, tỉnh rượu; dùng chữa tiêu khát (tiểu đường), liệt dương, viêm gan virus, trĩ và lở ngứa.
Danh y Tuệ Tĩnh viết trong Nam dược thần liệu: Cá chạch vị ngọt, tính bình, không độc, nhiều nhớt trơn, tiêu khát, giết trĩ trùng, giải say rượu, cường dương, bổ khí. Hải Thượng Lãn Ông cũng ghi nhận trong Lĩnh Nam bản thảo: Thu ngư tức là con cá chạch, không độc, ngọt bình, ở đầm, lạch; mạnh dương, bổ huyết, khí tăng thêm; nóng, mê, trĩ, khát chữa khỏi sạch. Cá chạch là một loại thực phẩm cường tinh. Cá chạch còn chữa đái tháo đường.